# Mario Rafael Rodríguez
Mario Rafael Rodríguez Rodríguez (14 de septiembre de 1981, Ciudad de Guatemala) 
Sus inicios fueron el la USAC
es un exfutbolista guatemalteco, jugaba como delantero, su último equipo fue la Universidad de San Carlos,  también se ha desempeñado a nivel internacional, para el Columbus Crew. Ha formado parte de la Selección de fútbol de Guatemala. Conocido como "loco" por su picardía para jugar a fútbol.
Rodríguez inició su carrera en 2002 en Guatemala con Comunicaciones, donde permaneció hasta 2004. En 2005 se unió al Columbus Crew y en 2006 jugó para el Miami FC junto al delantero brasileño Romário. En 2007 regresó a Guatemala para jugar con Municipal.
El 7 de enero de 2015 firma contrato con Universidad de San Carlos a la que regresa tras más de una década.

## Clubes
| Club                      | País           | Año       |
| ------------------------- | -------------- | --------- |
| Aurora FC                 | Guatemala      | 1999-2001 |
| Universidad de San Carlos | Guatemala      | 2001-2002 |
| Comunicaciones            | Guatemala      | 2002-2004 |
| Municipal                 | Guatemala      | 2004-2005 |
| Columbus Crew             | Estados Unidos | 2005      |
| Miami FC                  | Estados Unidos | 2006      |
| Municipal                 | Guatemala      | 2007-2014 |
| Antigua GFC               | Guatemala      | 2014      |
| Universidad de San Carlos | Guatemala      | 2015      |

## Campeonatos Ganados
| Club      | Torneo   | Año  |
| --------- | -------- | ---- |
| Municipal | Apertura | 2011 |

## Estadísticas
| Club                      | Temporada | Torneo Apertura | Torneo Clausura | Total |
| Club                      | Temporada | G               | G               | G     |
| ------------------------- | --------- | --------------- | --------------- | ----- |
| CSD Municipal · Guatemala |           |                 |                 |       |
| 2013/2014                 | ?         | 2               | 2               |       |
| Total en su carrera       | 0         | 2               | 1200            |       |

- Datos: Q1452564